# Глоссарий теории кос
В этом глоссарии приведены определения основных терминов, использующихся в теории кос. См. также глоссарий теории узлов. Курсивом выделены ссылки внутри глоссария.
| # А Б В Г Д Е Ё Ж З И К Л М Н О П Р С Т У Ф Х Ц Ч Ш Щ Э Ю Я |

## А
Альтернированная диаграмма
Диаграмма, при движении вдоль каждой компоненты которой проходы чередуются с переходами. Или, что то же самое, диаграмма, любая дуга которой является мостом единичной длины.
Альтернированная коса
Коса, имеющая альтернированную диаграмму.
Антье Деорнуа
Целочисленный инвариант кос, принимающий на данной косе {\displaystyle \beta } из {\displaystyle n} нитей такое значение {\displaystyle p\in \mathbb {Z} }, что {\displaystyle \Delta _{n}^{2p}\leqslant \beta <\Delta _{n}^{2(p+1)}}, где {\displaystyle \Delta _{n}} — фундаментальная коса из того же числа нитей, а {\displaystyle \leqslant } — порядок Деорнуа. Антье Деорнуа косы {\displaystyle \beta } обычно обозначается символами {\displaystyle \lfloor \beta \rfloor _{\leqslant }} и {\displaystyle \lfloor \beta \rfloor _{D}}.
Артиновское слово
Слово в алфавите из образующих Артина и их обратных. Представляет собой кодировку диаграмм кос.
Также используются термины косо́вое слово, слово в группе кос и слово-коса.

## Б
Бруннова коса
Коса, которая становится тривиальной при удалении любой её нити.

## Г
|  |  |
Пример геометрической косы из трёх нитей
Геометрическая коса
1. Такое непрерывное инъективное отображение {\displaystyle f\colon [0,1]\times \{1,2,\ldots ,n\}\to \mathbb {R} ^{2}\times [0,1]} дизъюнктного объединения конечного числа {\displaystyle n\in \mathbb {N} } отрезков {\displaystyle [0,1]} в подмножество трёхмерного евклидова пространства {\displaystyle \mathbb {R} ^{3}}, ограниченное двумя параллельными плоскостями {\displaystyle \mathbb {R} ^{2}\times \{0\}} и {\displaystyle \mathbb {R} ^{2}\times \{1\}}, что последняя координата образа каждой точки совпадает с её координатой на содержащем её отрезке, т. е. {\displaystyle f(t,k)\in \mathbb {R} ^{2}\times \{t\}}, где {\displaystyle t\in [0,1]} и {\displaystyle k\in \{1,2,\ldots ,n\}}, причем функция {\displaystyle f} отображает начало {\displaystyle (0,k)} отрезка с номером {\displaystyle k} в точку {\displaystyle (k,0,0)}, а объединение концов {\displaystyle (1,k)} таких отрезков — в множество {\displaystyle \{(k,0,1)\mid k\in \{1,2,\ldots ,n\}\}}.
2. Образ подобного отображения. Иными словами, подмножество пространства {\displaystyle \mathbb {R} ^{2}\times [0,1]}, гомеоморфное дизъюнктному объединению конечного числа {\displaystyle n\in \mathbb {N} } отрезков и пересекающее каждую плоскость {\displaystyle \mathbb {R} ^{2}\times \{t\}}, где {\displaystyle t\in [0,1]}, по ровно {\displaystyle n} точкам, причем пересечение с {\displaystyle \mathbb {R} ^{2}\times \{0\}} равно {\displaystyle \{(k,0,0)\mid k\in \{1,2,\ldots ,n\}\}}, а пересечение с {\displaystyle \mathbb {R} ^{2}\times \{1\}} равно {\displaystyle \{(k,0,1)\mid k\in \{1,2,\ldots ,n\}\}}.
Также используется термин геометрическая коса из {\displaystyle n} нитей.
Группа кос
Группа {\displaystyle B_{n}}, состоящая из кос из заданного числа {\displaystyle n\in \mathbb {N} } нитей с операцией произведения. Её нейтральным элементом является тривиальная коса из {\displaystyle n} нитей.
Также используется термин группа кос Артина.
Группа кос топологического пространства
Фундаментальная группа {\displaystyle B_{n}(M):=\pi _{1}(\operatorname {UConf} _{n}(M))} конфигурационного пространства {\displaystyle \operatorname {UConf} _{n}(M)} данного топологического пространства {\displaystyle M}.
Группа крашеных кос
Подгруппа {\displaystyle P_{n}} группы кос, состоящая из всех крашеных кос.
Также используется термин группа чистых кос.
Группа крашеных кос топологического пространства
Фундаментальная группа {\displaystyle P_{n}(M):=\pi _{1}(\operatorname {Conf} _{n}(M))} конфигурационного пространства {\displaystyle \operatorname {Conf} _{n}(M)} данного топологического пространства {\displaystyle M}.

## Д
Движение Маркова
Один из двух определённых типов преобразований кос. Первое движение Маркова — сопряжение. Второе движение Маркова — стабилизация и дестабилизация. 

Также используются термины марковское движение и преобразование Маркова.
Диаграмма
1. Подмножество евклидовой плоскости {\displaystyle \mathbb {R} ^{2}}, получающееся из некоторой регулярной плоской проекции определёнными разрывами в её двойных точках. А именно, разрывами той ветви маленькой окрестности каждой двойной точки, прообраз в {\displaystyle \mathbb {R} ^{2}\times [0,1]} которой имеет меньшую третью координату. Такую ветвь называют проход или нижняя ветвь, а оставшуюся — переход или верхняя ветвь.
2. Класс эквивалентности регулярных плоских проекций, где эквивалентными называются такие проекции, которые получаются друг из друга плоской изотопией.
Также используется термин плоская диаграмма.
Дуга диаграммы
Компонента связности диаграммы косы.

## З

Замыкание Александера косы

Задача распознавания
Задача разрешимости, заключающаяся в определении того, являются ли изотопными две заданные некоторым образом геометрические косы.
Закрученность
Инвариант, принимающий на данной косе {\displaystyle \beta } значение

{\displaystyle \omega (\beta ):=\lim \limits _{m\to \infty }{\frac {\lfloor \beta ^{m}\rfloor _{\leqslant }}{m}},}

где {\displaystyle \lfloor \beta \rfloor _{\leqslant }} — её антье Деорнуа.
Также используются термины коэффициент дробного скручивания Дена (от англ. fractional Dehn twist coefficient), число переноса и число вращения.
Замкнутая коса
Класс эквивалентности всех кос относительно отношения сопряженности.

Замыкание Александера
Определённое отображение из множества всех кос в множество зацеплений.
Зеркальный образ
1. Диаграмма, получающееся из данной заменой типов всех перекрёстков, т. е. заменой проходов на переходы и наоборот без изменения тени диаграммы.
2. Коса, получающаяся из геометрического представителя данной косы отражением относительно плоскости {\displaystyle \mathbb {R} \times \{0\}\times [0,1]}.
Также используется термин зеркальное отражение.

## И
Изотопность геометрических кос
Две геометрические косы из одинакового числа нитей называются изотопными, если выполняется одно из следующих эквивалентных условий:
- Существует объемлющая изотопия, переводящая первую геометрическую косу во вторую.
- Между соответствующими отображениями {\displaystyle f,g\colon [0,1]\times \{1,2,\ldots ,n\}\to \mathbb {R} ^{2}\times [0,1]} существует такая гомотопия {\displaystyle F_{t}\colon [0,1]\times \{1,2,\ldots ,n\}\to \mathbb {R} ^{2}\times [0,1]}, параметризованная числом {\displaystyle t\in [0,1]}, что {\displaystyle F_{0}=f}, {\displaystyle F_{1}=g} и для каждого {\displaystyle t\in [0,1]} отображение {\displaystyle F_{t}} является геометрической косой.
- Между соответствующими отображениями {\displaystyle f,g\colon [0,1]\times \{1,2,\ldots ,n\}\to \mathbb {R} ^{2}\times [0,1]} существует такая гомотопия {\displaystyle F_{t}\colon [0,1]\times \{1,2,\ldots ,n\}\to \mathbb {R} ^{2}\times [0,1]}, параметризованная числом {\displaystyle t\in [0,1]}, что {\displaystyle F_{0}=f}, {\displaystyle F_{1}=g} и для каждого {\displaystyle t\in [0,1]} отображение {\displaystyle F_{t}} является инъективным, причем {\displaystyle F_{t}(\{0\}\times \{1,2,\ldots ,n\})=\{(k,0,0)\mid k\in \{1,2,\ldots ,n\}\}} и {\displaystyle F_{t}(\{1\}\times \{1,2,\ldots ,n\})=\{(k,0,1)\mid k\in \{1,2,\ldots ,n\}\}}.

Инвариант
Произвольная функция, действующая из множества кос. Или, что то же самое, функция, действующая из множества геометрических кос, принимающая одинаковые значения на изотопных элементах.
Инвариант конечного типа
Элемент определённого семейства инвариантов.
Также используются термины инвариант конечного порядка, инвариант Васильева — Гусарова и инвариант Гусарова — Васильева.

## К

Короткое замыкание косы из чётного (слева) или из нечётного (справа) числа нитей

Квазиположительная коса
Коса, представимая в виде произведения сопряженных к положительным образующим Артина.
Компонента диаграммы
Объединение дуг диаграммы, соответствующих некоторой нити косы.
Также используется термин нить диаграммы.
Конфигурационное пространство
1. Пространство упорядоченных наборов {\displaystyle n} различных точек топологического пространства {\displaystyle M}:

{\displaystyle \operatorname {Conf} _{n}(M):=\{(x_{1},x_{2},\ldots ,x_{n})\in M^{n}\mid x_{i}\neq x_{j}} для всех {\displaystyle i\neq j\}}.
2. Пространство неупорядоченных наборов {\displaystyle n} различных точек топологического пространства {\displaystyle M}:

{\displaystyle \operatorname {UConf} _{n}(M):=\operatorname {Conf} _{n}(M)/\sim },
где {\displaystyle (x_{1},\ldots ,x_{n})\sim (y_{1},\ldots ,y_{n})}, если {\displaystyle \{x_{1},\ldots ,x_{n}\}=\{y_{1},\ldots ,y_{n}\}}.

Короткое замыкание
Определённое отображение из множества всех кос в множество зацеплений (от англ. short-circuit — короткое замыкание). Также используется термин замыкание Стенфорда — Мостового.
Коса
Класс эквивалентности геометрических кос по отношению изотопности.
Коэффициент зацепления
Целочисленная характеристика косы из {\displaystyle n} нитей, заданная для таких {\displaystyle i} и {\displaystyle j}, что {\displaystyle 1\leq i<j\leq n}, и равная разности между количеством положительных и отрицательных перекрёстков между нитями с номерами {\displaystyle i} и {\displaystyle j} на любой диаграмме этой косы. Является инвариантом.
Крашеная коса
Коса, начало и конец каждой её нити которой расположены на одном уровне. Или, что то же самое, коса, чья перестановка является тождественной.
Также используется термин чистая коса.

## М
Минимальная коса
Коса, имеющая наименьшее число нитей среди всех кос, имеющих то же самое замыкание Александера.
Мост диаграммы
Дуга диаграммы, содержащая хотя бы один перекрёсток. Длина моста — количество перекрёстков, которое он содержит.
Моноид положительных кос
Моноид {\displaystyle B_{n}^{+}}, состоящий из положительных кос из заданного числа {\displaystyle n\in \mathbb {N} } нитей с операцией произведения. Его нейтральным элементом является тривиальная коса из {\displaystyle n} нитей.

## Н
Нить
1. Сужение геометрического представителя данной косы на один из отрезков {\displaystyle [0,1]\times \{k\}}.
2. Компонента связности геометрического представителя данной косы.
Начало нити — её точка пересечения с плоскостью {\displaystyle \mathbb {R} ^{2}\times \{0\}}. Конец нити — её точка пересечения с плоскостью {\displaystyle \mathbb {R} ^{2}\times \{1\}}. Номер нити — натуральное число {\displaystyle k} такое, что её началом является точка {\displaystyle (k,0,0)}.
Количество нитей косы, также известное как её индекс, является инвариантом.
Также используется термин компонента косы.

## О

Определение образующих Артина (слева) и диаграма косы, соответствующая слову в образующих Артина (справа)

Стандартные диаграммы образующих Маркова

Объемлющая изотопия
Такое непрерывное семейство гомеоморфизмов {\displaystyle f_{t}\colon \mathbb {R} ^{2}\times [0,1]\to \mathbb {R} ^{2}\times [0,1]}, параметризованное числом {\displaystyle t\in [0,1]}, что {\displaystyle f_{0}} — тождественное отображение, а каждый гомеоморфизм {\displaystyle f_{t}} тождествен на объединении {\displaystyle \mathbb {R} ^{2}\times \{0\}\cup \mathbb {R} ^{2}\times \{1\}}. Под непрерывностью семейства имеется в виду то, что отображение {\displaystyle (\mathbb {R} ^{2}\times [0,1])\times [0,1]\to \mathbb {R} ^{2}\times [0,1]}, заданное правилом {\displaystyle (x,t)\mapsto f_{t}(x)}, является непрерывным.
Путь, заданный формулой {\displaystyle t\mapsto f_{t}(x)}, называется траекторией движения точки {\displaystyle x\in \mathbb {R} ^{2}\times [0,1]} под действием объемлющей изотопии {\displaystyle f_{t}}.
Говорят, что объемлющая изотопия переводит подмножество {\displaystyle A\subseteq \mathbb {R} ^{2}\times [0,1]} в подмножество {\displaystyle B\subseteq \mathbb {R} ^{2}\times [0,1]}, если {\displaystyle f_{1}(A)=B}.

Образующая Артина
1. Коса с {\displaystyle n} нитями, имеющая диаграмму с ровно одним перекрёстком.
2. Аналогично определению выше, но перекрёсток предполагается положительным.
Символом {\displaystyle \sigma _{i}} обозначается образующая Артина, заданная диаграммой, на которой нити с номерами {\displaystyle i} и {\displaystyle i+1} образуют положительный перекрёсток, а символом {\displaystyle \sigma _{i}^{-1}} обозначается образующая Артина, заданная диаграммой, на которой нити с номерами {\displaystyle i} и {\displaystyle i+1} образуют отрицательный перекрёсток.
В случае кос {\displaystyle \sigma _{i}} также используется термин положительная образующая Артина, а в случае кос {\displaystyle \sigma _{i}^{-1}} — обратная или отрицательная образующая Артина. Также используются термины элементарная коса и артиновская образующая.

Образующая Маркова
Коса из {\displaystyle n} нитей, заданная для таких {\displaystyle i} и {\displaystyle j}, что {\displaystyle 1\leq i<j\leq n}, следующим артиновским словом:

{\displaystyle A_{i,j}:=\sigma _{j-1}\sigma _{j-2}\ldots \sigma _{i+1}\sigma _{i}^{2}\sigma _{i+1}^{-1}\ldots \sigma _{j-2}^{-1}\sigma _{j-1}^{-1}}.
Обратная коса
Коса, получающаяся из геометрического представителя данной косы отражением относительно плоскости {\displaystyle \mathbb {R} \times \mathbb {R} \times \{1/2\}}. Коса, обратная к косе {\displaystyle \beta }, обозначается символом {\displaystyle \beta ^{-1}}.
Однородная диаграмма
Диаграмма, заданная артиновским словом, в котором отсутствуют образующие Артина с одинаковыми индексами и противоположными типами: {\displaystyle \sigma _{i}} и {\displaystyle \sigma _{i}^{-1}}. Иными словами, словом, в которое образующие Артина входят с одним и тем же знаком (только положительным или только отрицательным).
Однородная коса
Коса, имеющая однородную диаграмму.

## П

Произведение кос

Перекрёсток диаграммы
1. Участок диаграммы, полученный в результате разрыва нижней ветви на маленькой окрестности некоторой двойной точки регулярной плоской проекции.
2. То же, что и двойная точка регулярной плоской проекции.
Каждый перекрёсток имеет один из двух типов. Положительный перекрёсток — такой, что его нижняя ветвь (проход) указывает налево от его верхней ветви (перехода) относительно ориентации нитей, ведущих от их начала к концу. Отрицательный перекрёсток — противоположное понятие.
|                           |                           |
| положительный перекрёсток | отрицательный перекрёсток |
Переключение перекрёстка
1. Преобразование диаграмм, заключающееся в смене типа некоторого перекрёстка диаграммы (прохода на переход и наоборот).
2. Преобразование кос, заключающееся в смене типа некоторого перекрёстка на некоторой диаграмме данной косы.
Также используются термины замена перекрёстка и переброска.
Перестановочная коса
Коса, имеющая положительную диаграмму, на которой любые две нити имеют не более одного общего перекрёстка.
Также используется термин приведённая коса.
Перестановка косы
Такая биекция {\displaystyle \pi \colon \{1,2,\ldots ,n\}\to \{1,2,\ldots ,n\}}, что концом нити с номером {\displaystyle k} некоторого геометрического представителя данной косы является точка {\displaystyle (\pi (k),0,1)}.
Также используются термины перестановка, соответствующая косе и перестановка, ассоциированная с косой.
Периодическая коса
Коса, которая удовлетворяет одному из следующих эквивалентных условий: 
- Она сопряжена некоторой целой степени одной из кос {\displaystyle \sigma _{1}\sigma _{2}\ldots \sigma _{n-1}} или {\displaystyle \sigma _{1}(\sigma _{1}\sigma _{2}\ldots \sigma _{n-1})}, где {\displaystyle n} — количество нитей.
- Некоторая её целая степень является целой степенью центральной косы.

Плетёное замыкание косы из чётного (слева) или из нечётного (справа) числа нитей

Общий вид положительной по Деорнуа диаграммы косы

Плетёное замыкание
Определённое отображение из множества всех кос в множество зацеплений (от англ. plat — плетение).
Плоская изотопия
Такое непрерывное семейство гомеоморфизмов {\displaystyle f_{t}\colon \mathbb {R} \times [0,1]\to \mathbb {R} \times [0,1]}, параметризованное числом {\displaystyle t\in [0,1]}, что {\displaystyle f_{0}} — тождественное отображение, а каждый гомеоморфизм {\displaystyle f_{t}} тождествен на объединении {\displaystyle \mathbb {R} \times \{0\}\cup \mathbb {R} \times \{1\}}. Под непрерывностью семейства имеется в виду то, что отображение {\displaystyle (\mathbb {R} \times [0,1])\times [0,1]\to \mathbb {R} \times [0,1]}, заданное правилом {\displaystyle (x,t)\mapsto f_{t}(x)}, является непрерывным.
Путь, заданный формулой {\displaystyle t\mapsto f_{t}(x)}, называется траекторией движения точки {\displaystyle x\in \mathbb {R} \times [0,1]} под действием плоской изотопии {\displaystyle f_{t}}.
Говорят, что плоская изотопия переводит подмножество {\displaystyle A\subseteq \mathbb {R} \times [0,1]} в подмножество {\displaystyle B\subseteq \mathbb {R} \times [0,1]}, если {\displaystyle f_{1}(A)=B}.
Плоская проекция
Образ геометрической косы относительно ортогональной проекции {\displaystyle \pi \colon \mathbb {R} \times \mathbb {R} \times [0,1]\to \mathbb {R} \times [0,1]}, заданной формулой {\displaystyle (x,y,t)\mapsto (x,t)}.
Ветвь плоской проекции — её подмножество, являющееся образом связного подмножества геометрической косы.
Кратностью или порядком точки на плоской проекции называется мощность её прообраза относительно ортогональной проекции {\displaystyle \pi }. Плоская проекция называется регулярной, если кратность каждой её точки не превосходит двух (т. е. равна единице или двойке), причем двойных точек (т. е. точек кратности два) лишь конечное число, и каждая из них представляет собой трансверсальное пересечение.
Полигональная геометрическая коса
Геометрическая коса, являющаяся объединением конечного числа ломаных.
Положительная диаграмма
Диаграмма, каждый перекрёсток которой является положительным. Иными словами, диаграмма, заданная артиновским словом в положительных образующих Артина.
Положительная коса
Коса, имеющая положительную диаграмму.

Положительная по Деорнуа диаграмма
Диаграмма, заданная таким непустым артиновским словом, что образующая Артина {\displaystyle \sigma _{k}} с наименьшим (среди присутствующих в слове) индексом {\displaystyle k} входит в него только в положительных степенях.
Также используются термины {\displaystyle \sigma }-положительная диаграмма и D-положительная диаграмма.
Положительная по Деорнуа коса
Коса, имеющая положительную по Деорнуа диаграмму.
Также используются термины {\displaystyle \sigma }-положительная коса и D-положительная коса.
Полный инвариант
Инвариант, задающий на множестве кос инъективную функцию.
Порядок Деорнуа
Определённый левоинвариантный линейный порядок на группе кос {\displaystyle B_{n}} из {\displaystyle n} нитей. По определению, коса {\displaystyle \alpha } меньше косы {\displaystyle \beta } в порядке Деорнуа, что обозначается символом {\displaystyle \alpha \leqslant \beta }, если либо {\displaystyle \alpha =\beta }, либо коса {\displaystyle \alpha ^{-1}\beta } является положительной по Деорнуа. Во втором случае при обозначении используется строгое неравенство: {\displaystyle \alpha <\beta }.
Представление Бурау
Определённое линейное представление группы кос {\displaystyle B_{n}} из {\displaystyle n}.
Представление Лоуренс — Краммера — Бигелоу
Определённое линейное представление группы кос {\displaystyle B_{n}} из {\displaystyle n}.
Преобразование геометрических кос
Произвольная геометрическая процедура, задающая функцию (возможно, многозначную) из множества геометрических кос в себя.
Преобразование диаграмм
Произвольная геометрическая процедура, задающая функцию (возможно, многозначную) из множества всех диаграмм в себя. Обычно задаётся в терминах представляющих данные диаграммы артиновских слов.
Преобразование замкнутых кос
Произвольная геометрическая процедура, проводимая над представителями замкнутых кос и задающая функцию (возможно, многозначную) из множества замкнутых кос в себя.
Преобразование кос
Произвольная геометрическая процедура, проводимая над геометрическими представителями кос и задающая функцию (возможно, многозначную) из множества кос в себя.

Произведение кос
Определённая бинарная операция на множестве всех кос из одинакового числа нитей. Произведением геометрических кос {\displaystyle A,B\subset \mathbb {R} ^{2}\times [0,1]} из {\displaystyle n} нитей называется геометрическая коса из {\displaystyle n} нитей, состоящая из таких точек {\displaystyle (p,t)}, что {\displaystyle (p,2t)\in A}, если {\displaystyle t\in [0,1/2]}, и {\displaystyle (p,2t-1)\in B}, если {\displaystyle t\in [1/2,1]}. Произведением кос {\displaystyle \alpha } и {\displaystyle \beta } называется коса, заданная произведением любых их геометрических представителей, которая обозначается символом {\displaystyle \alpha \beta }.

## Р
Разводимая коса
Коса, которая имеет геометрического представителя, лежащего по разные стороны от некоторой полосы вида {\displaystyle \{s+1/2\}\times \mathbb {R} \times [0,1]}, где {\displaystyle s\in \mathbb {Z} }. Или, что то же самое, записывается артиновским словом, в котором хотя бы одна из образующих Артина отсутствует вместе со своей обратной.
Также используется термин расщепимая коса.

## С
Соотношение Артина
Соотношение между образующими Артина из {\displaystyle n} нитей, имеющее вид {\displaystyle \sigma _{i}\sigma _{i+1}\sigma _{i}=\sigma _{i+1}\sigma _{i}\sigma _{i+1}}, где {\displaystyle i\in \{1,2,\ldots ,n-2\}}.
Также используются термины соотношение кос, уравнение Артина, уравнение кос и уравнение Янга — Бакстера.
Соотношение дальней коммутативности
Соотношение между образующими Артина, имеющее вид {\displaystyle \sigma _{i}\sigma _{j}=\sigma _{j}\sigma _{i}}, где {\displaystyle |i-j|\geq 2}.
Два артиновских слова представляют изотопные диаграммы в том и только в том случае, если одну можно получить из другой применением конечной последовательности таких соотношений.
Также используются термины дальняя коммутативность и соотношение коммутативности для отдалённых кос.
Сопряжение
Преобразование кос, заключающееся в переходе от косы {\displaystyle \beta } к косе {\displaystyle \alpha \beta \alpha ^{-1}}, где {\displaystyle \alpha } — некоторая коса с тем же числом нитей, а символ {\displaystyle \alpha ^{-1}} обозначает обратную косу. Также используется термин сопряжение косой {\displaystyle \alpha }.
Косы называются сопряженными, если одну можно получить из другой сопряжением некоторой косой. Сопряженность — соответствующее отношение эквивалентности на множестве всех кос.
Также используются термины первое движение Маркова и первое преобразование Маркова.
Стабилизация
1. Определённое преобразование кос. Положительная стабилизация — переход от косы {\displaystyle \beta } из {\displaystyle n} нитей к косе {\displaystyle \beta \sigma _{n}} из {\displaystyle n+1} нитей, где {\displaystyle \sigma _{n}} — образующая Артина. Отрицательная стабилизация — аналогичный переход от косы {\displaystyle \beta } к косе {\displaystyle \beta \sigma _{n}^{-1}}.
2. Преобразование замкнутых кос, заключающееся в применении одной из двух вышеуказанных операций к некоторой косе, представляющей данную замкнутую косу.
Дестабилизация — обратное преобразование.

## Т
Тензорное произведение кос
Определённая бинарная операция на множестве всех кос, заключающаяся в параллельном приставлении одной косы к другой. Тензорным произведением геометрических кос {\displaystyle A,B\subset \mathbb {R} \times \mathbb {R} \times [0,1]} из {\displaystyle n} и {\displaystyle m} нитей, расположенных в {\displaystyle [1,n]\times \mathbb {R} \times [0,1]} и {\displaystyle [1,m]\times \mathbb {R} \times [0,1]}, называется геометрическая коса из {\displaystyle n+m} нитей, состоящая из таких точек {\displaystyle (x,y,t)}, что {\displaystyle (x,y,t)\in A}, если {\displaystyle x\in (-\infty ,n]}, и {\displaystyle (x-n,y,t)\in B}, если {\displaystyle x\in [n,+\infty )}. Тензорным произведением кос называется коса, заданная тензорным произведением любых их геометрических представителей с указанными выше свойствами.
Тень диаграммы
Образ ортогональной проекции, соответствующей диаграмме.
Тривиальная коса
Коса, которая удовлетворяет одному из следующих эквивалентных условий:
- Она имеет геометрического представителя вида {\displaystyle \{1,2,\ldots ,n\}\times \{0\}\times [0,1]} для некоторого {\displaystyle n\in \mathbb {N} }.
- Она имеет геометрического представителя, лежащего в полосе {\displaystyle \mathbb {R} \times \{0\}\times [0,1]}.
- Она имеет диаграмму с нулём перекрёстков.

## Ф

Две диаграммы фундаментальной косы из нитей

Фундаментальная коса
Коса из {\displaystyle n} нитей, заданная следующим артиновским словом:

{\displaystyle \Delta _{n}:=(\sigma _{n-1}\sigma _{n-2}\ldots \sigma _{1})(\sigma _{n-1}\sigma _{n-2}\ldots \sigma _{2})\ldots (\sigma _{n-1}\sigma _{n-2})\sigma _{n-1}}.
Также используются термины полуоборот {\displaystyle n} нитей, гарсайдовский элемент и элемент Гарсайда.

## Ц

Две диаграммы центральной косы из нитей

Центральная коса
Коса {\displaystyle \Delta _{n}^{2}} из {\displaystyle n} нитей, являющаяся квадратом фундаментальной косы.
Также используется термин полный оборот {\displaystyle n} нитей.

## Э
Экспоненциальная сумма
Целочисленная характеристика косы, равная разности между количеством положительных и отрицательных перекрёстков на любой диаграмме этой косы. Является инвариантом.
Элементарная изотопия
Преобразование полигональных кос, заключающееся в замене звена (прямолинейного отрезка) {\displaystyle AB} на два звена {\displaystyle AC} и {\displaystyle CB}, а также обратное преобразование, осуществляемое при условии, что треугольник {\displaystyle ABC} не пересекает остальные звенья полигональной косы по своей внутренности или границе.
Также используется термин элементарное преобразование.